# Kimono
Kimono (着物 bogstaveligt "noget man har på") er nationaldragten i Japan. Oprindeligt betyder kimono alle typer tøj, men det er blevet betegnelsen for den lange traditionelle dragt båret af kvinder, mænd og børn.
Kimonoer er T-formede lige gulvlange kåber med brede kraver og lange ærmer. Oprindeligt bar ugifte kvinder en kimono kaldet ”furisode”, (direkte oversat ”svingende ærmer”) med lange ærmer næsten til anklerne. De bæres nu kun til specielle begivenheder.
Kimonoen slås rundt om kroppen med venstre side over højre (undtagen når man klæder døde til begravelser)  og med et bredt bæltebånd en ”obi” bundet på ryggen. Kimonoer bæres ofte sammen med traditionelle sko ”geta”, en slags træ-plateausandaler med en rem mellem storetåen og de andre tæer eller ”zori”, en slags klip-klapper med en lignende rem og strømper, ”tabi” , hvor storetåen og de andre tæer er delt på samme måde.
I dag er det oftest kvinder, der bærer kimono ved særlige lejligheder. Nogle få ældre kvinder og endnu færre mænd går dagligt i kimono. Mænd har ofte kimono på til bryllupper, te-ceremonier og andre meget særlige eller formelle lejligheder.
De, der går har kimonoer som hobby, kan tage kurser i at have kimono på. Kurserne favner over udvælgelse af sæson- og lejlighedspassende mønstre og materialer, sammensætning af kimono-undertøjet og tilbehøret til kimonoen, lagdelingen af under- og overkimono med diskrete betydninger, udvælgelse og fastgøring af obi’en og andre emner. Der findes også klubber, der er optaget af kimonokultur, f.eks. Kimono de Ginza.
Der er mange typer kimonoer, som bryllupskimonoer, formelle kimonoer, kimonoer til familiearrangementer, sommerkimonoer og undertøjskimonoer. Nogle kimonotyper bliver kun brugt til enlige, andre kun til gifte.
En kimono består oftest af mange lag, og det er næsten umuligt at få en kimono på alene. Kimonoer fås normalt kun i én størrelse, og man tilpasser den så med bånd og folder.
Kimonoen bliver holdt sammen af flere bånd. De fleste sidder i folderne i kimonoen og kan ikke ses, men den yderste, obien, er et kunstværk i sig selv.

## Historie
De tidligste kimonoer var særdeles prægede af traditionel, kinesisk beklædning “hanfu” gennem udveksling mellem Kina og Japan så tidligt som det i femte århundrede ce.
Det var dog i løbet af det 8. århundrede, at kinesisk mode blev populær blandt japanerne, og den overlappende krave blev især kvindemode . I løbet af Japans Heian periode (794-1192) ce) blev kimonoen stadig mere stiliseret, selv om man stadig havde et halvt forklæde en ”mo” på henover .
I løbet af Muromachi perioden (1392-1573) begyndte kosoden, en enkel kimono, der tidligere ansås som undertøj, at blive båret uden hakama-bukserne over, og derved begyndte man at holde kimonoen sammen med et obi-bælte .
I løbet af Edo perioden ((1603-1967)) begyndte ærmerne at blive længere, især blandt ugifte kvinder, og obien blev bredere, mens forskellige måder at binde knuden på blev moderne .
Siden har faconen på både mænds og kvinders kimono været stort set uændret .

## Tekstiler
Kimoner til mænd kan fås i forskellige størrelser, men kimonoer til kvinder har som regel altid den samme størrelse og længde og bliver tilpasset de forskellige. En ideelt syet kimono har ærmer, der når til taljen, når armene sænkes, og en mands kimono skal nå anklerne uden at folde. En kvindes kimono er noget længere pga. ohashori, folden under obien.
Meget høje eller kraftige som sumobrydere er nødt til at få syet en særlig kimono, men da hele rullen af stof bevares i den færdige kimono, kan den uden problemer sys kimonoen om, så den passer en anden .
Kimono laves af en rulle stof, kaldet ”tan”. Rullerne kommer i standardmål på omkring 35 cm x 12,5 m lang (nok til én voksen), og hele rullen bruges.
Den færdige kimono består af fire rækker stof: to længder, der dækker kroppen, og to kortere længder, der former ærmerne. Ud over det er der også smallere længder, der former de to frontpaneler og med flere mindre striber der udgør kraven. Før blev kimonoen ofte skilt helt ad for at vaske de enkelte længder, for derefter at blive syet sammen igen.
Traditionelle kimonoer sys i hånden og stofferne og også tit håndlavede og –dekorerede. Forskellige teknikker som ”yūzen” farvning bruges til at male dekorationer og mønstre på stofeft. Mønstre, der går igen på store områder af kimonoen, laves ofte med teknikken og en pencil. Med tiden har der været mange variationer i farve, stof og stil for kimonoen såvel som tilbehør og obi.
Kimonoer og obier er traditionelt lavet af silke, silkebroderi, silke crepe (som ”chirimen”) og satinstoffer (f.eks. ”rinzu”). Moderne kimonoer kan fås i billigere, let vedligeholdelige stoffer, som bomuld, bomuldssatin, polyester og andre syntetiske fibre. Silke anses dog for at være det ideelle stof ved formelle lejligheder.
Sædvanligvis er vævede og farvede mønstre, der går igen over hele kimonoen, anset for at være uformelle; Formelle kimonoer har unikke motiver og mønstre, der løber kontinuerligt over de forskellig stoflængder, eller langs nederste kant.
I Heian perioden bar man oftest flere lag kimonoer med forskellige farver, hvor hver enkelt farvekombination havde et navn. I dag har man oftest kun en enkelt kimono på med en kortere underkimono. Dekorationen på kimonoen kan også være med til at bestemme, hvilken årstid den skal bruges: sommerfugle eller kirsebærblomster om foråret. Vandmønstre er almindelig i sommerdesigns. Et populært efterårsmotiv er den japanske ahorn. Om vinteren er designet præget af bambus, fyrretræer og ”ume”-blomster.
Gamle kimonoer bliver hyppigt genbrugt: De kan ændres til haori, hiyoku, børnekimonoer, som lapper til en anden kimono, håndtasker, omslag eller små æsker brugt i te-ceremonier. Kimonoer med skader under taljen kan bruges sammen med et par hakamabukser, der skjuler fejlen. Dygtige skræddere kunne omhyggeligt pille silketrådene fra hinanden og væve det på ny til et stof med bredde som en ”heko obi” til mænds kimono, hvor de brugte en speciel genbrugsvævemetode kaldet ”saki-ori”.

### Dele på kvindens kimono
Doura
det øverste for.
Eri
krave
Fuki
Den nederste kants ekstrasyning
Furi
ærmet under hullet til armen
Maemigoro
Den halvdel af forsiden man lukker øverst om sig.
Miyatsukuchi
åbningen under ærmet nær armhulen
Okumi
Den halvdel af forsiden man lukker under maemigoro.
Sode
ærme
Sodeguchi
ærmeåbningen
Sodetsuke
hullet til armet inde i kimonoen
Susomawashi
nederste del af foret
Tamoto
den “pung” som ærmet danner.
Tomoeri
overkraven
Uraeri
indre krave
Ushiromigoro
bagsiden på kimonoen

## Pris
Kimonoer kan være dyre. En kvindes kimono kan koste over 70.000 DKK; og et helt sæt med kimono, underkimono, obi, strømper, sandaler og tilbehør kan let koste over 140.000 DKK. En obi alene kan koste titusinder af kroner.
De fleste af de kimonoer, der ejes af dem, der har kimono som hobby,[kilde mangler] eller dem der dyrker de traditionelle kunstarter, er meget billigere.[kilde mangler] Man kan lave sin egne kimonoer og underkimonoer ved at følge et standardiseret mønster, eller ved at genbruge gamle kimonoer. Billigere og maskinlavede stoffer kan erstatte den traditionelle håndmalede silke. Der er en voksende forretning for genbrugskimonoer, der kan koste fra 100 kr. Kvindeobier bliver dog ved med at være dyre. Selv om enkle eller ensfarvede obier kan koste helt ned til 300 kr., kan selv en brugt obi koste flere tusinde kroner, og det kræver en erfaren skræddere at lave dem.
Mandsobier selv af silke har tendens til at være noget billigere, fordi de er smallere, kortere og mindre prangende end kvindernes.

## Stilarter
Kimonoer kan være alt lige fra uhyrligt formelle, til afslappede dagligdagsklæder. Graden af formalitet hos kvinders kimonoer bestemmes af dekorationen, stoftypen, farven og antallet af familiemærker (der kan være op til fem på en kimono; en på hvert ærme, ved hvert kraveben og et i nakken). Yngre kvinders kimono har længere ærmer som understreger at de er ugifte, og plejer at være mere prangende, end lignende formelle kimonoer for ældre kvinder. Mænds kimono har oftest én basal form og er af dæmpede farver. Formaliteten angives også af type og farven på tilbehøret, stoffet og antallet af familiemærker, hvor fem er et udtryk for ekstrem formalitet.

### Kvinders Kimono
Mange moderne japanske kvinder kan ikke tage en kimono på selv: En typisk kimono består af tolv dele, der matches og fastgøres på bestemte måder, og der kræves tit hjælp fra en professionel påklæder til at få kimonoen til at sidde perfekt. Påklæderne bliver booket til de fleste fester og arbejder ofte i forbindelse med hår- eller make-up saloner.
Udvælgelsen af en passende kimono kræver viden om klædernes symbolisme og diskrete sociale budskaber, der alle angiver kvindens alder, giftestand og graden af lejlighedens formalitet.

#### Kurotomesode
(黒留袖): en sort kimono med mønster alene under obien. Kurotomesode er den mest formelle kimono for den gifte kvinde og bæres ofte af mødre eller søstre til bruden eller gommen til et bryllup. Kurotomesode har næsten altid fem ”kamon” (familiemærker) på ærmer, bryst og nakken på kimonoen.

#### Furisode
(振袖): “furisode” betyder direkte oversat “svingende ærmer” – ærmerne på en furisode er mellem 80 og 90 cm lange. Furisode er den mest formelle kimono for ugifte kvinde, med farverige dekorationer der dækker hele klædet. De bæres ofte af unge kvinde til deres ”voksen-alder-ceremoni (seijin shiki), og af ugifte kvindelige familiemedlemmer til budeparret til brullupper.

#### Irotomesode
(色留袖): ensfarvet kimono, med mønster under obien. ”Irotomesode” er en smule mindre formel en kurotomesode, og bæres ofte af tætte familiemedlemmer til brudeparret til et bryllup. En ”irotomesode” kan have tre eller fem ”kamon”.

#### Hōmongi
(訪問着): betyder direkte oversat “besøgstøj”. Den er karakteriseret ved at dekorationerne løber kontinuerligt hen over sømmene og ærmerne, og er et skridt over sin nære slægning ”tsukesage” i formaliteten. Homongi kan bæres af både gifte og ugifte kvinder, ofte venner af bruden eller gommen til et bryllup. Den kan også bruges til formelle fester.

#### Tsukesage
(付け下げ): har mere beskedne mønstre der dækker et mindre område – mest under taljen – end den mere formelle “homongi”. De kan også bæres af gifte kvinder.

#### Iromuji
(色無地): helt ensfarvet kimono, der kan bæres af gifte, såvel som ugifte kvinder, oftest til te-ceremonier. Silkestoffet kan have vævede mønstre (rinzu) men altid i samme farve.

#### Komon
(小紋): "fint mønster". Kimono med et lille mønster der gentages over hele kimonoen. Denne type kimono er mere afslappet og bruges til at gå omkring i byen, men kan bæres med en formel obi til et restaurantbesøg. Bruges både af gifte og ugifte kvinder.

#### Edo Komon
(江戸小紋): er en slags “komon” der er karakteriseret ved at bittesmå prikker i et tæt mønster, der former et større motiv. ”Edo komon” farveteknikken stammer fra samuraiklassen i Edo perioden. En kimono med dette type mønster er af samme status som ”iromuji” og når man dekorerer den med ”kamon” har den status som ”homongi” eller ”tsukesage”.

#### Uchikake
Uchikake er en kimono, der kun bæres af bruden til bryllup eller til teaterforestillinger. Uchikaken er ofte tungt broderet og man har den på uden på den egentlige kimono (næsten altid en furisode) og obi. Derfor binder man aldig en obi omkring uchikake, da den er beregnet til at slæbe hen ad gulvet. Det er også grunden til at den nederste kant er tykt foret med bomuld eller vat. Brudens uchikake er ofte hvid eller i prangende farver med rødlige toner.

### Mænds Kimono
Mændenes tøj meget enklere end kvindernes og består oftest af højst fem separate dele – fodtøj ikke medregnet.
Mænds kimono har ærmer der er syet fast til selve kimonoen og ikke mere end 8-12 cm af ærmet hænger under. Mændenes ærmer er ikke så dybe som kvindernes, og dette passer med at obien bindes lige over hoften. På kvindernes kimono kan ærmerne hænge ned over obien uden at komme i vejen.
I nutiden ligger de principielle forskelle mellem mænd og kvinders kimono i stoffets beskaffenhed. Typisk er mandens farver mørke, og sort, mørkeblå, mørkegrøn og brun er ikke ualmindelige. Stoffet er mat, og diskrete mønstre og teksturer almindeligt på mere dagligdags kimonoer. Mere ordinære kimonoer kan have lidt lysere farver, f.eks. lys lilla, grøn og blå. Nogle sumobrydere kan undertiden gå i ganske farverige kimonoer.
Den fineste kimono for mænd er helt sort med fem hvide ”kamon” på bryst, ærmer og ryg. En kimono med kun tre kamon er lidt mindre formel og sættes tit sammen med hvide underklæder og tilbehør.
Næsten enhver kimono kan gøres mere formel ved at tilføje et par hakama bukser og en haori (se herunder)

## Kimonotilbehør og tilsvarende klæder
Nagajuban
(長襦袢, eller bare juban) er kimono-formede dragter som både mænd og kvinder burger under den egentlige kimono. Silkekimonoer er meget besværlige at rense, og derfor hjælper en nagajuban med at holde kimonoens inderside ren. Kun kanten på kraven på nagajuban kan ses under kimonoen, og mange nagajuban har aftagelige kraver, som gør at de kan skiftes så de matcher resten af påklædningen, og så de let kan renses uden at vaske hele munderingen. De mest formelle typer af nagajuban er hvide og har ofte smukke mønstre og teksturer. Eftersom mænds kimono er mere dæmpede i farven benytter de ofte chancen til at klæde sig i meget farverige nagajuban, da man ofte kan ane underklædet ved de små åbninger og kanter.
Hadajuban
(肌襦袢) er lige tynde underskjorter i slå-om form. De bruges under nagajuban.
Susoyoke
(裾除け) er en tynd slå-om nederdel til have på under nagajuban for at undgå snavs fra huden. Undertiden kombinerer man sosuyoke og hadajuban til ét stykke.
Geta
(下駄) er træsandaler med to klodser underneden for at holde kimonoen over gadehøjde. Bruges mest i dårligt vejr eller til yukata. En speciel type geta bruges kun af geisha-lærlinge hvor trædefladen er halvt så stor som sålfladen. De er ofte 15-20 cm høje.
Hakama
(袴) er en delt eller udelt nederdel og minder om et par meget vide bukser. De blev traditionelt båret af mænd, men nu også af kvinder til mindre formelle lejligheder. Hakama er typisk plisserede, har en koshiita (en stiv eller foret del på lænden), og himo (lange stofbånd til at binde rund om taljen hen over obien). Hakama bruges inden for kampkunst eller kampsport fx discipliner som aikido, kendo, iaido og naginata, men også af kvinder i forbindelse med studentereksamensceremoni. De kan være alt lige fra meget formelle til mere beregnet til besøg, alt afhængigt af mønstret.
Haori
(羽織) er en hofte- eller knælang jakke, som tilføjer en vis grad af formalitet. Haori var oprindeligt for mænd indtil moden skiftede i slutningen af Meiji perioden. Nu bruges de både af mænd og kvinder, dog har kvindernes haori tendens til at være længere.
Haori-himo
(羽織紐) er en frynset, vævet snor til at binde haorien sammen med. Den fineste farve er hvid.
Hiyoku
(ひよく) er en underkimono, som før i tiden blev båret af kvinder under kimonoen, ofte i farver i kontrast til kimonoen. Nu til dags bruges de kun til formelle begivenheder som bryllupper og andre vigtige sociale arrangementer. På teaterkimonoer og moderne furisode består hiyokulaget af stof syet omkring de ydre åbninger på kimonoer, altså langs ærmehuller, krave og langs hele underkanten. Det er med til at skabe illusionen om at der bæres flere lag kimono.
Kanzashi
(簪) er hårpynt der bruges af kvinder med håret opsat på traditional vis der oftest hører sammen med kimono. De kan have næsten alle former og farver, men forestiller oftest blomster, evt. med hængende vedhæng, eller en lille kam.
Obi
(帯) En obi er et bredt bælte der bruges af bade kvinder og mænd til at holde kimonoen sammen med. En kvindes obi er ofte 32 cm bred, og foldes til halv bredde. Knuden sidder på ryggen jo mere avanceret sløjfe, jo mere formel. Man siger at kimonoen i virkeligheden bare er med til at skabe en ramme om obien, der er centeret i ”kunstværket" (Van Riel, Paul; Dalby, Liza; “Kimono” Stylus pub Llc, 2001, ISBN 90-74822-41-X). Mænds obi er smallere og mindre farverige og bindes foran i en enkel, flad sløjfe kaldet ”muslingemund”.
Obi-ita
(帯板) er en tynd stofindbundet plade som placeres under en obi for at den holder formen og ikke rynker. Kaldes også mae-ita.
Datejime
(伊達締め) er et tyndt (ca 8-10 cm) stift bælte der bindes under obien både for at holde på kimonoen og for at holde for obiens form.
Koshi himo
(腰紐) er små tynde bånd som man burger til at holde kimono og obi på plads underpåklædningen. Nogle koshihimo lader man sidde for at kimonoen holder formen. De er oftest af uld eller andet ru stof, som kan holde det glatte silke på plads.
Tabi
(足袋) er ankellange tådelte strømper, der bruges sammen med zori. Storetåen og resten af tæerne er delt i hver sine ”lommer” og fås også i en støvleagtig facon med en tynd gummisål og tykkere stof.
Waraji
(草鞋) er sandaler med reb af strå der oftest bruges af buddistmunke.
Yukata
(浴衣) er en uformel sommerkimono af bomuld eller hamp uden for til udendørs sommerfestivaler af både mænd og kvinder i alle aldre. Den bruges også som badekåbe eller morgentøj af mange japanere.
Zōri
(草履) er sandaler med en rem mellem storetåen og de andre tæer. De er mere formelle end geta og kan være flot dekoreret. Kvinders zori er ovale, og der er ikke forskel på højre og venstre, i modsætning til strømperne. Sålen er udelt og er 1-2 cm høj i tå-enden og stiger jævnt til 4-5 cm i hæl-enden. Mænds zori er mere firkantede og fladere. De fineste er har en sål vævet af strå og hvide remme.
Obi-jime
en vævet snor til at binde om obi-knuden for at holde dens form.
Obi-age
et tyndt silkebånd der bindes om obiens øverste kant lige under brystet. Bruges til at skjule obi-makura.
Obi-makura
en lille aflang pude med en snor i hver ende til at binde ind i obiens knude for at give den fylde.

## Vedligehold af Kimono
Som mange andre traditionelle japanske klæder, er der særlige måder at folde en kimono på. Disse metoder er med til at bevare klædet og forebygge krympning under opbevaringen. Kimonoer opbevares ofte omviklet med papir.

## Eksterne links
- Wikimedia Commons har flere filer relateret til Kimono
- Japanese Kimono – Many photos
- The Canadian Museum of Civilization – Landscape Kimonos of Itchiku Kubota
- Tokyo National Museum Arkiveret 5. december 2004 hos  Wayback Machine Look for "textiles" under "decorative arts".
- Love Kimono! Arkiveret 18. september 2009 hos  Wayback Machine En side med masser af info og billeder.
- Kyoto National Museum: Textiles Arkiveret 7. november 2007 hos  Wayback Machine
- The Costume Museum: Costume History in Japan
- Kimono Fraise; includes directions on how to put on a kimono
- What Japan Thinks; Kimono wearing and ownership A translation of a survey into contemporary views on kimonos
- Traditional Crafts of Japan Arkiveret 11. november 2007 hos  Wayback Machine: Follow the links titled Weaving, Dyeing, Other Fiber Crafts, Craft Materials
- "Kimono from the V&A Collection". Asia. Victoria and Albert Museum. Arkiveret fra originalen 25. december 2007. Hentet 2007-07-13.
- "Fashioning Kimono: Dress in early 20th century Japan". Asia. Victoria and Albert Museum. Arkiveret fra originalen 13. maj 2007. Hentet 2007-06-16.